# 真貝忠篤
真貝 忠篤（しんがい ただあつ、1842年3月1日〈天保13年1月20日〉 - 1920年〈大正9年〉2月9日）は、大垣藩の武士、窪田派田宮流の剣客。大日本武徳会剣道範士。

## 経歴

### 少年期
美濃大垣藩士真貝吉蔵の7男として江戸藩邸に生まれる。12歳で窪田派田宮流の島村勇雄に入門。17歳で両親を失い、奴として働きながら剣術を修行する。やがて師を凌ぐ腕前となり、師の名から一字貰い名を「寅雄」と改めた。

### 維新前後
戊辰戦争では大垣藩に従って各地を転戦し、のちに尾張藩帰順正気隊隊士となる。このとき悪所で梅毒に感染し鼻が欠けた。戦後、尾張藩校・明倫堂の剣術師範となる。廃藩後は撃剣興行で食いつないだ。

### 明治期
明治15、6年ごろ警視庁撃剣世話掛に就任する。その後宮内省皇宮警察、学習院、慶應義塾の剣道師範を務める。明治41年（1908年）、大日本武徳会から範士号を授与され、のち大日本帝国剣道形制定の委員を務めた。
根岸信五郎、得能関四郎と並び「東都剣道界の三元老」と呼ばれ、明治後期の剣道家の間で大御所的存在であった。また、小手斬りが得意であったので「小手斬り真貝」、鼻が欠けていたので「鼻欠け真貝」という異名で呼ばれた。

### 晩年
小西酒造の道場・修武館に招聘され、富山円（直心影流）、美田村顕教（天道流）らとともに修武館奥之形を制定する。
小学校4年生のとき修武館に入門した松本敏夫（剣道範士九段）は、晩年の真貝について、「大先生だというので、きっと偉丈夫のかただと想像していたら、小柄なご老人が改札口からあらわれ、そのかたが真貝先生だという。しかも鼻がお顔についていない。子ども心にびっくりしたのをおぼえているよ」と述懐している。
大正9年（1920年）、皇宮警察の道場・済寧館へ出勤の途中、脳溢血で倒れ、四谷の自宅に運ばれ死去した。墓所は青山霊園。